# Simulium parnassum
Simulium parnassum är en tvåvingeart som beskrevs av Malloch 1914. Simulium parnassum ingår i släktet Simulium och familjen knott. Inga underarter finns listade i Catalogue of Life.